# Bosón de Provenza
El conde Bosón o  Bosón V de Provenza (r. 879-887) fue un noble franco de la familia bosónida, emparentada con la dinastía carolingia, que llegó a convertirse en rey de Provenza a finales del siglo IX d. C.. 
Bosón era hijo de Bivín de Viena, conde de Lotaringia. Su tía Teutberga era la esposa de Lotario II de Lotaringia. A su vez, Bosón también era sobrino del conde italiano de Boso, del que recibió su nombre[cita requerida], y de Hucbert, abad de Saint Maurice d'Augane, al que sucedió al frente de la abadía en 869.

## Servicios de Carlos el Calvo
En 870, Carlos el Calvo, rey de Francia Occidental, se casó con Riquilda de Provenza, hermana de Bosón. Este matrimonio allanó la carrera de Bosón al servicio de su real cuñado. En ese mismo año fue nombrado conde de Lyon y Vienne, sustituyendo a Gerardo de Rosellón.
En 872, Carlos le nombró mayordomo y magister ostiariorum (jefe de porteros) para su heredero Luis el Tartamudo. Igualmente, fue investido Conde de Burdeos. Luis estaba en aquellos momentos actuando como rey de Aquitania, pero debido a su juventud era Bosón el que realmente administraba el territorio.
En el otoño de 875, Bosón acompañó a Carlos en su primera campaña italiana, y en la Dieta de Pavía de febrero de 876 fue nombrado archiministro y missus dominicus para Italia, y elevado al rango de duque. Posiblemente se le encomendó el gobierno de Provenza. Actuó como virrey e incrementó su prestigio aún más al contraer matrimonio con Ermengarda de Italia, la única hija del emperador Luis II el Joven.

## Caída en desgracia
Bosón desaprobaba la segunda campaña italiana de Carlos en 877 y conspiró con otros nobles contra su rey. Tras la muerte de Carlos en octubre, estos nobles forzaron al hijo de Carlos a confirmar sus derechos y privilegios.
Bosón también se relacionó con el papado y acompañó al papa Juan VIII durante su viaje a Troyes en septiembre de 878, en el que el Papa solicitó al rey Luis ayuda para Italia. El Papa adoptó a Bosón como su hijo, y posiblemente se ofreció la corona de emperador a Luis, aunque se dice que quiso coronar a Bosón.

## Gobierno independiente
En abril de 879, Luis II falleció, dejando dos hijos adultos, Luis y Carlomán. Bosón se unió a otros nobles y apoyó la candidatura de Luis como heredero único, pero finalmente ambos hermanos fueron elegidos reyes conjuntamente. Bosón, sin embargo, se negó a jurar lealtad a ambos hermanos y proclamó su independencia en julio usando el estilo Dei gratia id quod sum («Por la Gracia de Dios, eso es lo que soy»). Reclamó también que su imperial suegro le había nombrado heredero. El 15 de octubre de 879, los obispos y nobles de la región situada en torno a los ríos Ródano y Saona se reunieron en el sínodo de Mantaille y eligieron a Bosón como rey sucesor de Luis el Tartamudo, el primer rey no carolingio de la Europa occidental en más de un siglo. Este acontecimiento es la primera aparición de una «elección libre» entre los francos sin consideración a descendencia real e inspirado en un principio canónico de elección eclesiástica.
Los dominios de Bosón, conocidos habitualmente como Reino de Provenza o Reino de la Baja Borgoña, comprendían las provincias eclesiásticas de los arzobispados de Arlés, Aix, Vienne, Lyon (excepto Langres), y probablemente Besançon, así como las diócesis de Tarentaise, Uzès, y Viviers.
Tras la división del reino entre Luis y Carlomán en Amiens en marzo de 880, los dos hermanos marcharon conjuntamente contra Bosón. Tomaron Mâcon y la zona norte del reino de Bosón. Después, unidos a las fuerzas de Carlos III el Gordo, sitiaron Vienne infructuosamente entre agosto y noviembre.
En agosto de 882, Bosón fue nuevamente sitiado en Vienne por su pariente Ricardo de Borgoña, conde de Autun, que capturó la ciudad en septiembre. Tras esto, el territorio de Bosón quedó reducido a los alrededores de Vienne.
Falleció en 887, sucediéndole su hijo Luis III el Ciego.

## Descendencia
Bosón fue el antecesor de tres exitosos linajes conocidos como bosónidas por los historiadores modernos. A través de su matrimonio con Ermengarda de Lotaringia tuvo dos hijas, aparte del ya mencionado Luis III: Ermengarda (877-917) que se casó con el Conde de Chalon, y Ethelberga, casada en primeras nupcias con Carlomán y después con Guillermo el Piadoso, conde de Auvernia.
Es también posible, aunque no seguro, que la famosa Guilla de Provenza, reina de la Alta Borgoña, fuera su hija, presumiblemente de un matrimonio anterior al de Ermengarda.
| Títulos Reales                       |                         |                                 |
| Predecesor: Carlos de Provenza (863) | Rey de Provenza 879-887 | Sucedido por: Luis III el Ciego |